# Incinérateur Dickson

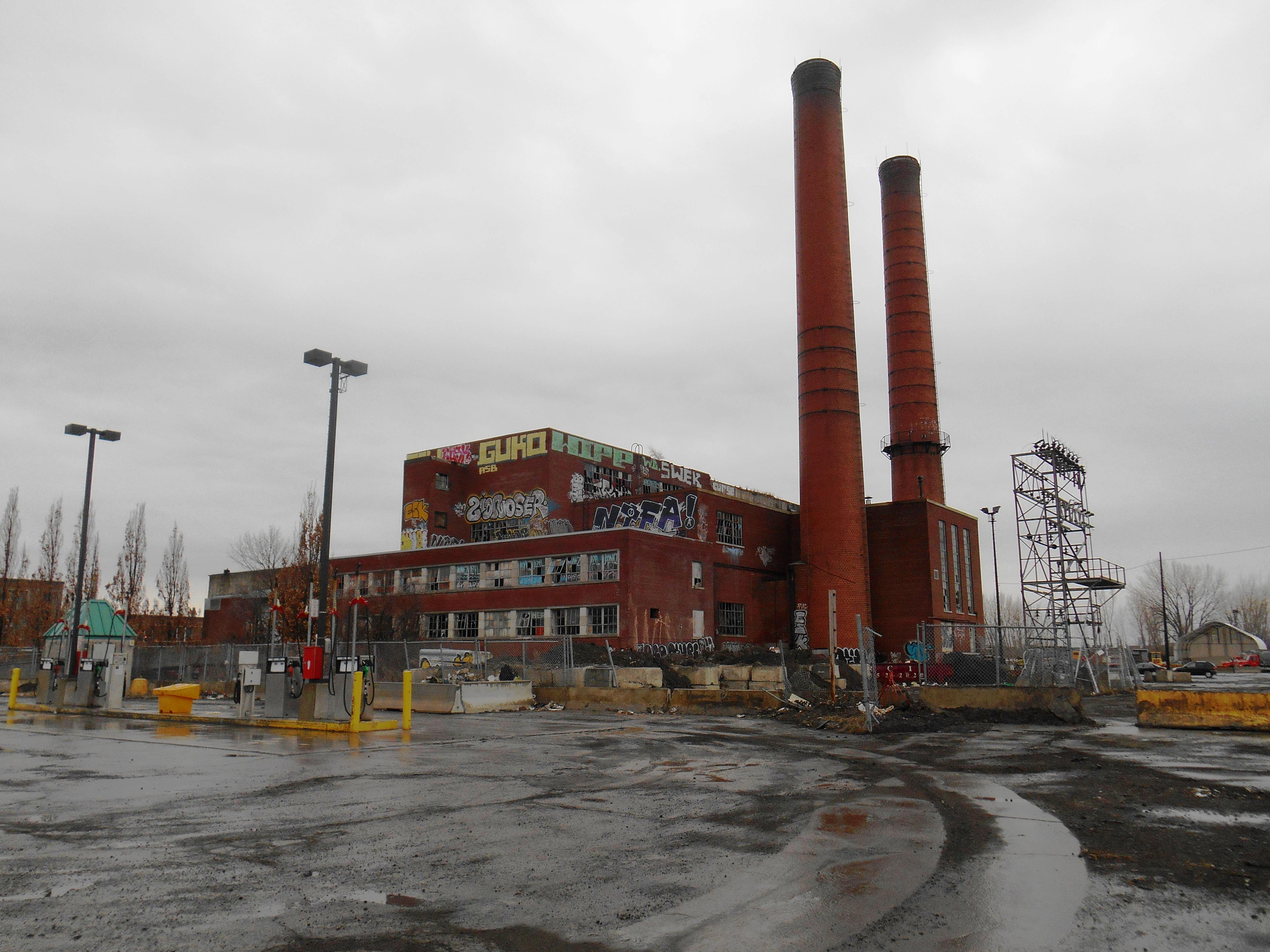
Incinérateur Dickson, 2130, rue Dickson

L'incinérateur Dickson est un ancien incinérateur de déchets situé sur la rue Dickson, à Montréal, dans l'arrondissement de Mercier–Hochelaga-Maisonneuve.

## Localisation
L'incinérateur, situé près du fleuve Saint-Laurent, se trouve dans l'arrondissement de Mercier–Hochelaga-Maisonneuve, au 2130, rue Dickson, à l'intersection de l'avenue Souligny. Il est l'un des bâtiments du Complexe Dickson de la Ville de Montréal.

## Histoire
En 1954 débute la deuxième vague de construction d'incinérateurs à Montréal afin de mieux gérer les déchets issus de la consommation des citoyens de la métropole, alors en plein développement. L'incinérateur Dickson est inauguré en 1955, de même qu'un autre construit sur l'avenue du Mont-Royal.
Les camions devaient monter par une très grande rampe afin d'accéder à l'immense fosse destinée aux déchets. Il était doté de deux cheminées et représentait pour l'époque un bijou de la technologie de la gestion des déchets. Cependant, comme il fut une source de pollution trop importante et fut responsable de la dégradation de l'air dans les environs, ses activités cessèrent en 1978.

## Aujourd'hui
Aujourd'hui, bien que la partie du bâtiment où l'on recevait les déchets et où on les traitait est en mauvais état, le bâtiment a eu des rénovations au cours des dernières années et est toujours utilisé par la ville en tant qu'atelier de peinture. Le site est également un endroit où certains explorateurs urbains font des visites,,. L'autre incinérateur construit en même temps est aujourd'hui démoli.

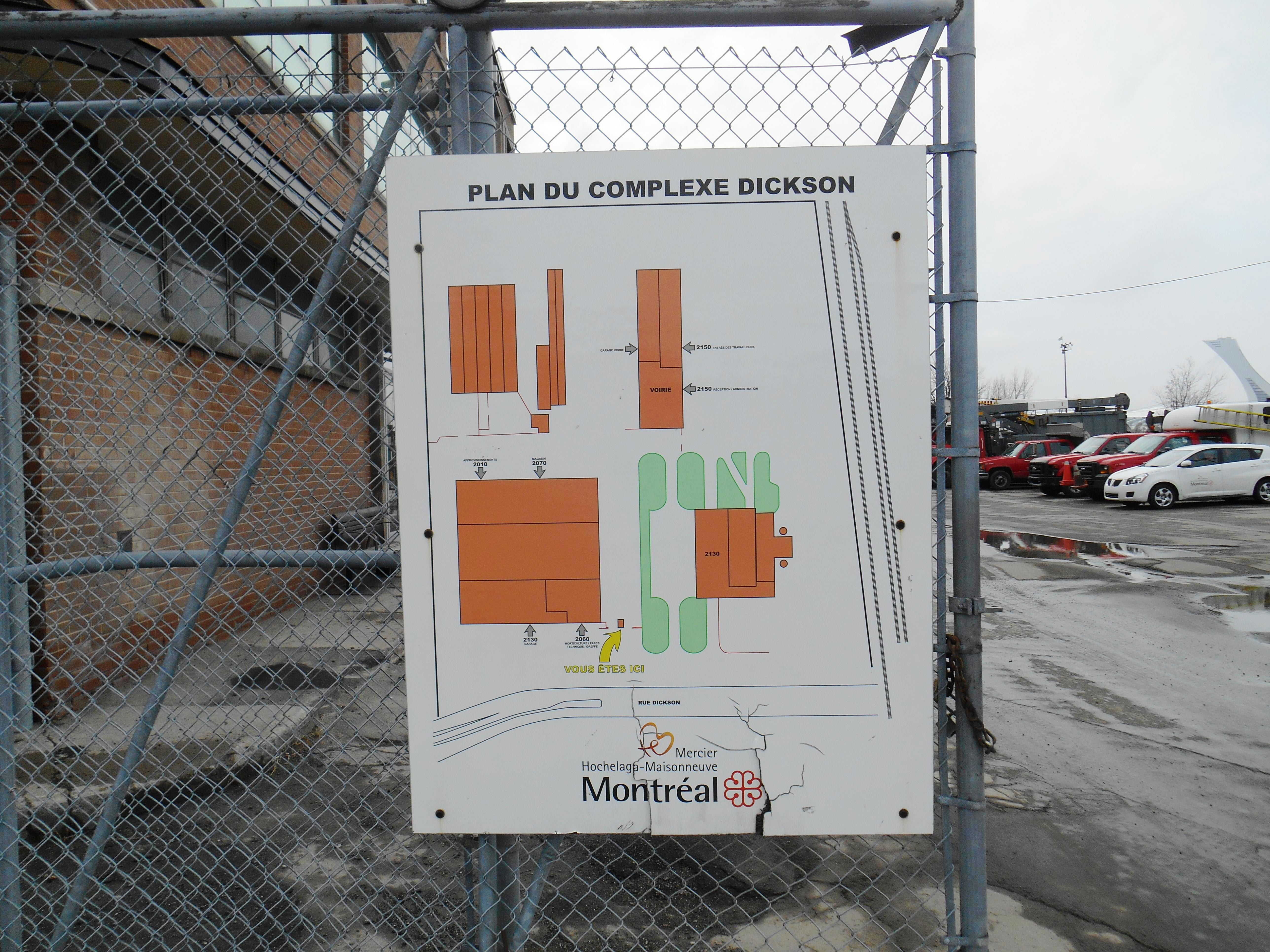
Plan du Complexe Dickson
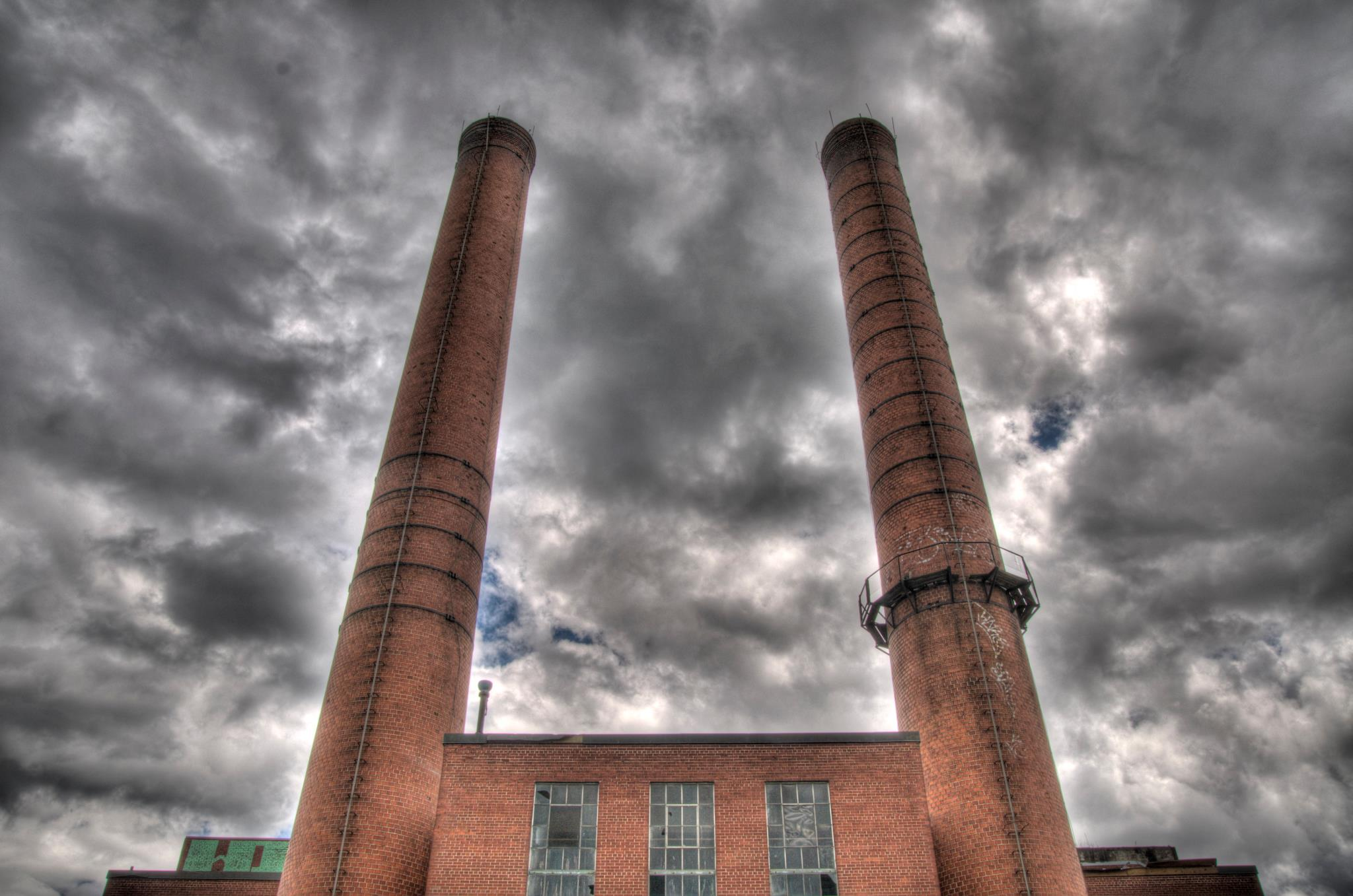
Cheminées
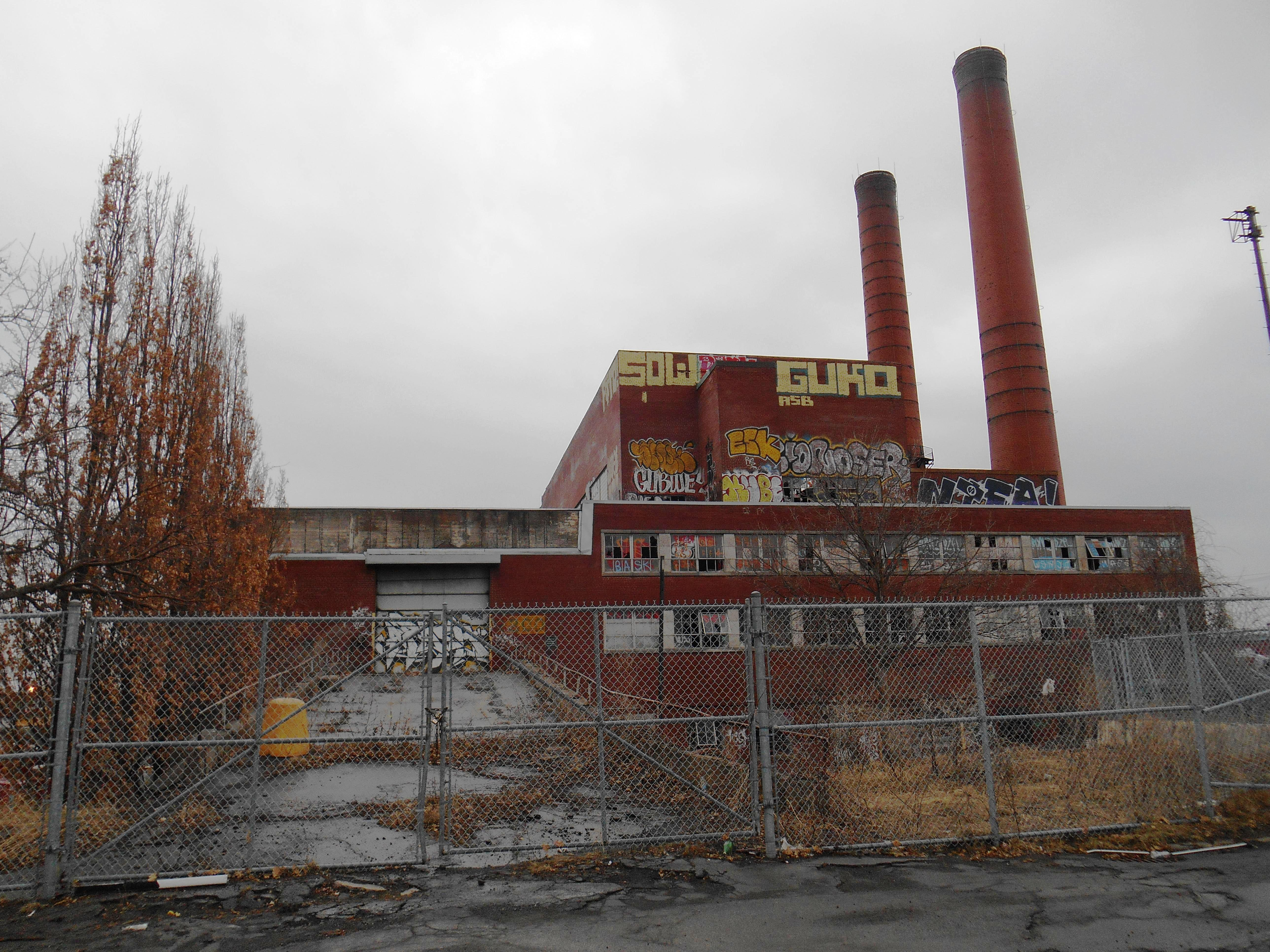
Rampe